# Forma normale congiuntiva
Nella logica booleana, una formula è in forma normale congiuntiva o congiunta (FNC), indicata anche come CNF (acronimo di Conjunctive Normal Form) se è una congiunzione di clausole, dove le clausole sono una disgiunzione di letterali. Una formula in FNC ha quindi la seguente struttura:
{\displaystyle \bigwedge _{i=1}^{n}\left(\bigvee _{k=1}^{m(i)}L_{i,k}\right),}
dove {\displaystyle n} è il numero di clausole, {\displaystyle m(i)} è il numero di letterali della clausola {\displaystyle i}-esima e {\displaystyle L_{i,k}} è il {\displaystyle k}-esimo letterale della {\displaystyle i}-esima clausola. Un letterale può essere una variabile booleana (cioè che può valere solo 0 o 1, vero o falso) o la negazione di una variabile.
Una funzione booleana è una funzione che ha in ingresso diversi valori booleani (cioè vero/falso oppure 1/0) e come risultato ha un valore booleano. Per ogni funzione booleana, esiste una formula in forma normale congiuntiva che produce come risultato gli stessi valori.

## Esempi
Le seguenti formule sono in FNC:
{\displaystyle (\neg A\vee B)\wedge (B\vee C);}
{\displaystyle (A\vee B)\wedge (\neg B\vee C\vee \neg D)\wedge (D\vee \neg E);}
{\displaystyle (\neg B\vee C);}
{\displaystyle (\neg B\vee C)\wedge A;}
{\displaystyle A\wedge B.}
L'ultima formula ha due clausole, entrambe con un solo letterale.
Da notare che formule come l'ultima, ossia del tipo {\displaystyle A_{1}\vee A_{2}\vee \ldots \vee A_{n}} (o similmente {\displaystyle A_{1}\wedge A_{2}\wedge \ldots \wedge A_{n}}) dove {\displaystyle A_{i}} sono letterali, sono da considerarsi simultaneamente FND e FNC.